# 沉思录
- 關於帕斯卡的著作，請見「思想录」。
- 關於笛卡兒的著作，請見「第一哲學沉思集」。

《沉思录》（希臘語：Τὰ εἰς ἑαυτόν, Ta eis heauton, 意譯為「自我反省的思考／作品」）是古罗马帝国皇帝馬可·奧里略 用通用希腊语为自己所写的反省笔记，分为12卷，作为他自己指导和自我完善的来源。馬可·奧里略是羅馬帝國五賢帝時代最後一個皇帝，也是一位斯多葛派哲学家。《沉思录》为读者提供了一个独特的机会，了解斯多葛派的生活。根据这种观念，只有德行才是好的，只有恶行才是坏的，而我们平时忙碌的事情都与我们的幸福无关。馬可·奧里略将斯多葛主义付诸实践所面临的困难既是哲学上的，也是实践上的，理解他的努力会增加我们对斯多葛主义的哲学欣赏。 

## 结构和主题
《沉思录》分为12卷，记述了馬可·奧里略生命中的不同阶段。每一卷都是为作者自己而写， 没有一卷按照时间顺序排列。贯穿整个文本的写作风格是简明、直接，或许反映了作者的斯多葛学派观点。《沉思录》的中心主题是分析一个人对自我和他人的判断以及发展宇宙视角的重要性。
各卷的简要概述如下：
- 第一卷：感激与反思，引领生命之赠礼。馬可·奧里略通过强调按照理性和美德生活的重要性、生命短暂的现实，以及培养内在力量和韧性的必要性，设定了整个作品的基调。他注重真诚和简单，避免与诡辩相关的炫耀或操纵技巧。在此背景下，作者表达了对影响他生活的各种人的感激，包括家人、老师、朋友，甚至众神。他承认从他们那里学到的美德和价值观，并说明这些如何塑造了他的性格和世界观。
- 第二卷：指导原则,在混乱的世界中真诚地生活。馬可·奧里略深刻反思宇宙的本质，强调一切的相互联系、人类的相互关联性，并倡导一切都受到理性和自然法则支配的观念。他强调善待他人，正直履行职责。书中还讨论了与他人和谐相处的重要性，以及不被外部事件分散注意力的观点。他呼吁将关注集中于当前时刻，摆脱对物质事物的过度关注，并培养理性的心态。 教导了如何以智慧、韧性和对斯多亚哲学原则的承诺来引导生活。

## 手稿
当今的文本几乎完全基于两份手稿。其中之一是Codex Palatinus (P)，也称为Codex Toxitanus (T)，首次出版于 1558/9 年，但现已丢失。另一份手稿是梵蒂冈图书馆的Codex Vaticanus 1950 (A) 。

## 评价

### 正面
马可·奥勒留因其“如实地写下内心所想，不因任何听众的存在或任何追求效果而被掩盖”的能力而受到称赞。吉尔伯特·默里写道，“人们无法理解马库斯”，“不是因为他缺乏自我表达，而是因为大多数人很难在精神生活的高度上呼吸，或者至少是清醒地呼吸。”
中华人民共和国国务院总理温家宝在2007年11月出访新加坡时曾说：“昨天一个新加坡孔学会的人问我对孔子的思想的看法时，我说，‘那些曾经赫赫有名的人物都到哪里去了，他们像一缕青烟消失了。’这句话是罗马帝国皇帝馬可·奧里略讲的，他写过一本书叫《沉思录》。这是书中最经典的一句话。这本书天天放在我的床头，我可能读了有100遍，天天都在读。我深思以后又加了一句。我说，永恒的是人民和人民创造的历史，人民创造的财富，还有他们留给世界的伟大的思想。中国是一个又老又新的国家，有五千年历史。但是，‘周虽旧邦，其命唯新’。只有不断改革，不断开放，中国才能大踏步地继续前进，使我们这个古老的文明古国焕发青春。”后来引起了名人效应，这本书在中国大陆畅销了一段时间。
美国总统比尔·克林顿说《沉思录》是他最喜欢的书，美国前国防部长詹姆斯·马蒂斯在担任海军陆战队军官期间在波斯战场上随身携带了他自己的《马库斯·奥勒留沉思录》。

### 负面
伯特兰·罗素发现《沉思录》中存在矛盾和不一致，将其视为“疲惫时代”的证据，认为“即使真正的商品也失去了味道”。 他以马可·奥里略为斯多葛哲学的杰出代表，指出斯多葛伦理学中包含“酸葡萄心理”的成分。 “我们或许不能变得快乐，但我们可以变得善良；因此，让我们假装，只要我们保持善良，快乐就不再是问题。”

## 中译本
梁实秋曾于1958年查阅各种资料翻译过译本，可由於语言晦涩难懂，所以没有引起广泛的关注。
该书在2008年一年里集中出现了18个译本，涉及14家出版社、20名译者。

## 外部連結

### 英譯本
- The Thoughts Of The Emperor Marcus Aurelius Antoninus translated by George Long, at Wikisource
- Multiple editions of the Meditations at the Internet Archive
- The Meditations by Marcus Aurelius at Project Gutenberg, gutenberg.org （页面存档备份，存于）
- LibriVox中的公有领域有声书《The Meditations》

### 中譯本
- 《沉思录》中译本在线阅读
- 《沉思录》中译本有声书《沉思录》 （页面存档备份，存于）

### 研究
- Sellars, John. . .
- Kamtekar, Rachana, "Marcus Aurelius", The Stanford Encyclopedia of Philosophy (Spring 2018 Edition), Edward N. Zalta (ed.).